# Штерн, Макс

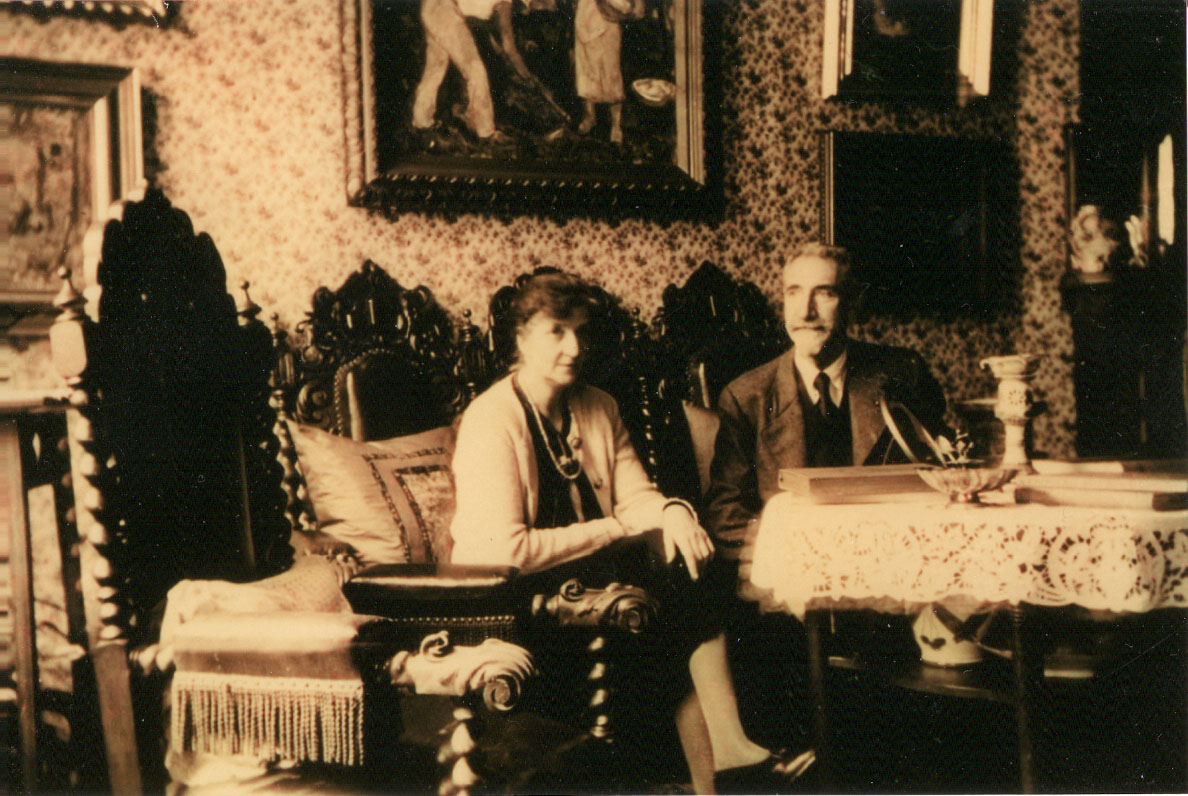
Макс Штерн с женой Алисой, 1930 год.

Макс Штерн (нем. Max Stern; 15 июня 1872, Дюссельдорф — 12 июня 1943, там же) — немецкий художник и график-импрессионист, принадлежавший к  «дюссельдорфской школе» живописи.

## Жизнь и творчество
Макс Штерн родился в еврейской семье и рано осиротел — отец мальчика скончался ещё до его рождения, а мать умерла, когда Максу было 11 лет. Вместе со своими старшими тремя сёстрами воспитывался у тёти, сестры матери, хозяйки магазина тканей в Дюссельдорфе. В возрасте 16 лет Штерн поступает в дюссельдорфскую Академию искусств, в класс Адольфа Шёлла, Теодора Янсена и Эдуарда фон Эбхарта, где изучает библейскую и историческую живопись. Позднее он продолжает своё обучение в художественной Академии Мюнхена у портретиста Карла фон Сарра. В 1984 году Штерн поступает в Дюссельдорфе на годичную военную службу, после чего уезжает на несколько месяцев в Венецию для изучения итальянской живописи. Вернувшись в Германию, он становится участником движения «мюнхенский сецессион», и на проводимой ими выставке в 1893 году выставляет свою картину. Он участвует также в VII международной выставке в мюнхенском Стеклянном дворце в 1897 году и в 1906 году в больших художественных выставках в Дюссельдорфе и в Берлине. Начиная с 1900 года художник увлекается идеями импрессионизма и затем работает в этом стиле. В годы Первой мировой войны Штерн 4 года служит в действующей германской армии унтер-офицером во Франции и в Бельгии, однако находит возможность отправлять свои импрессионистские полотна на выставки в Берлин и Дюссельдорф.
В 1920-е годы происходит поворот в творчестве Макса Штерна от импрессионизма в новому течению в немецким искусстве, «Новой вещественности». Темой его произведений становятся социальные проблемы послевоенной Германии. После прихода в Германии к власти национал-социалистов макс Штерн, как еврей, был исключён из Дюссельдорфского союза художников «Малькастен» и подпал под действие закона 1933 года о запрете на профессии для не-арийцев. Тем не менее его картины ещё до 1936 года выставлялись на экспозициях в Дюссельдорфе и Берлине. В 1935 и в 1936 годах он участвует в выставках художников еврейского происхождения, организованных Еврейским культурным союзом в Дюссельдорфе и в Берлине. В 1937 году работы Штерна были в рамках акции властей против «дегенеративного искусства» удалены из дюссельдорфского городского музея. Преследованиям подвергалась также жена Штерна, Алиса, урождённая немка, которую вынуждали развестись с супругом. 9 ноября 1938 года в дом матери Алисы в Дюссельдорфе, где проживала семья Штернов, ворвались нацисты из СА и устроили погром, при котором погибли в большом количестве картины и эскизы работ художника.
Макс Штерн скончался во время налёта авиации и бомбардировки Дюссельдорфа американской авиацией в 1943 году. Его жена Алиса в декабре этого же года покончила жизнь самоубийством.

## Галерея

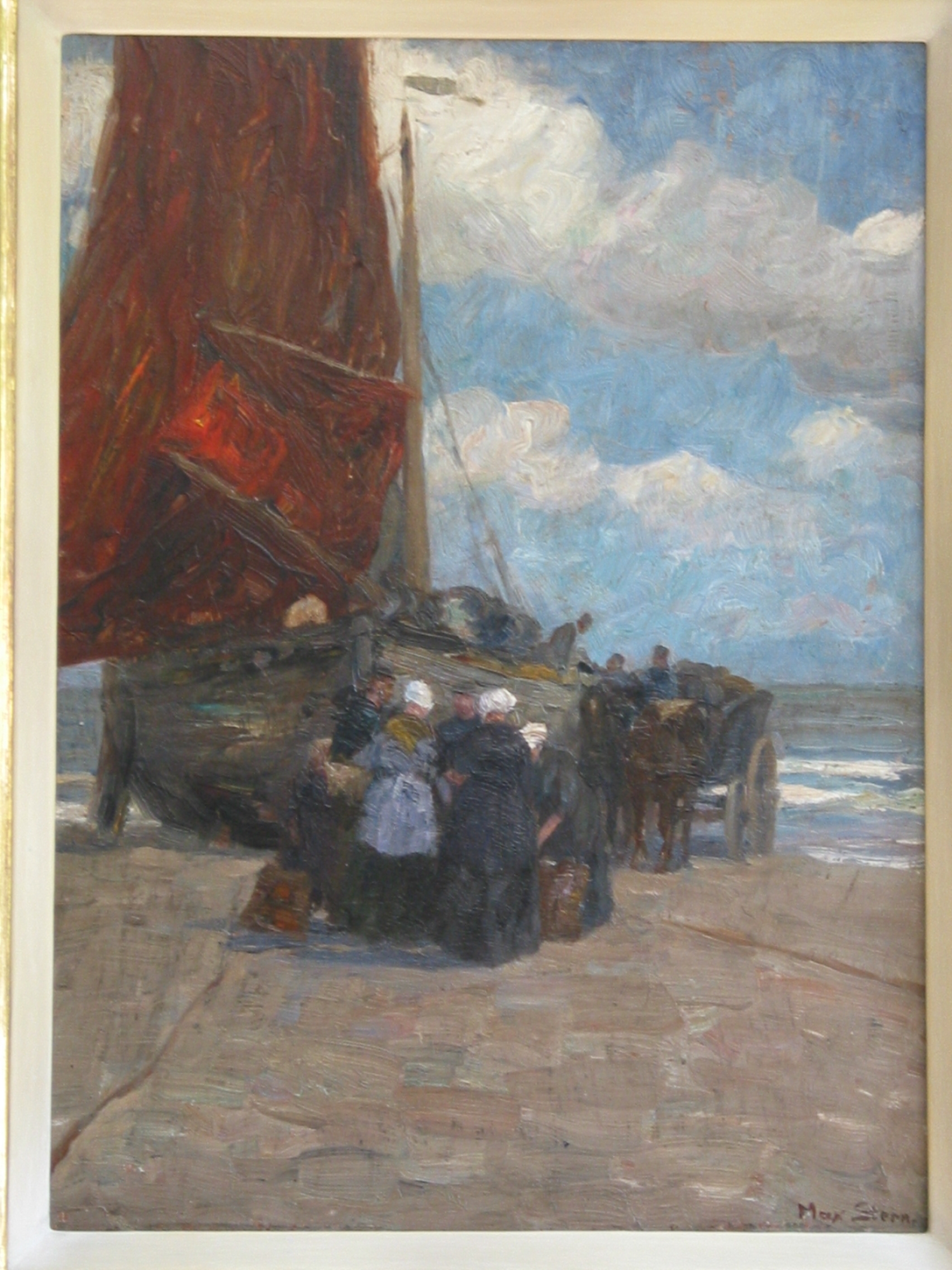
После рыбалки, 1895.
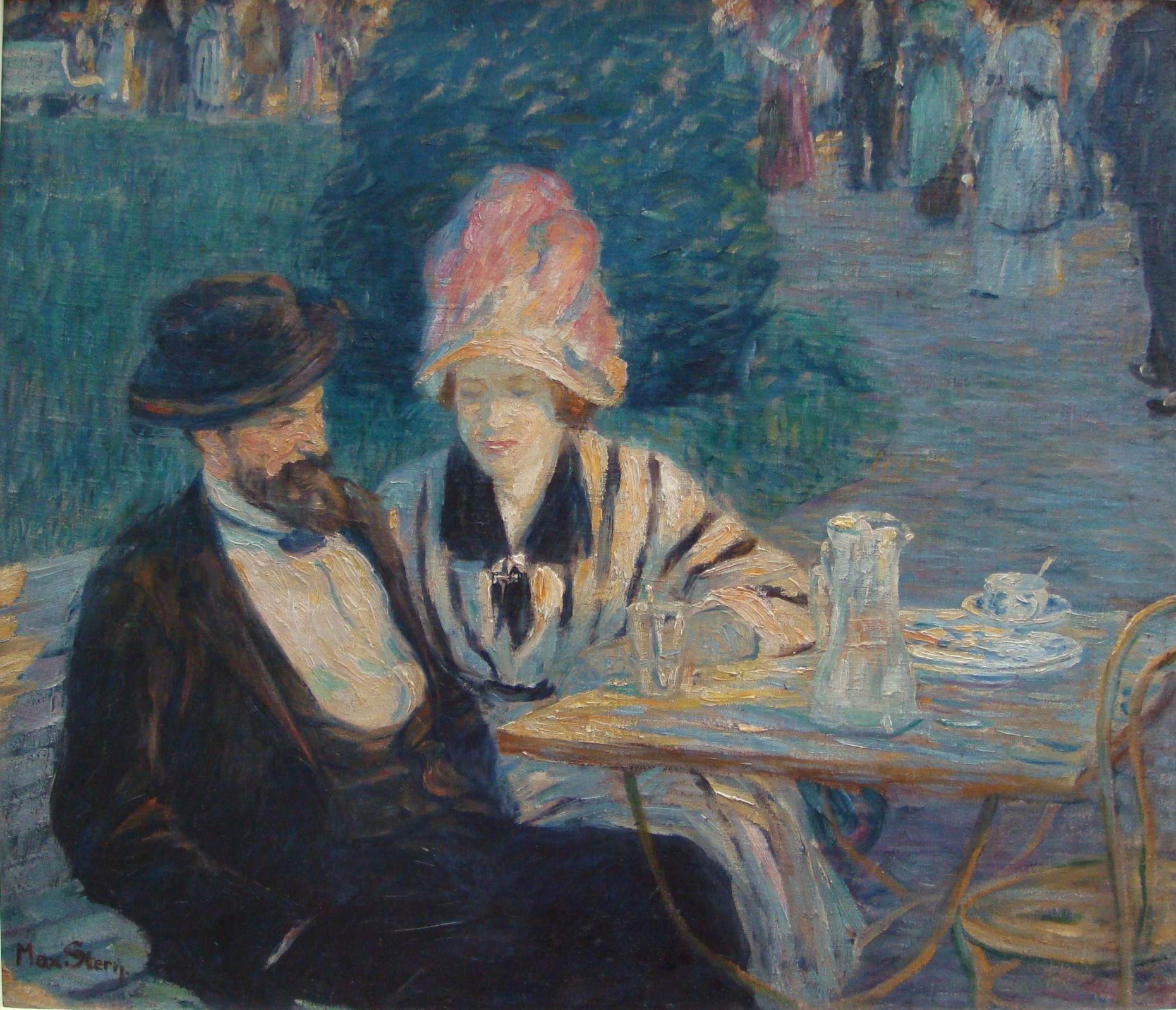
В саду роз.
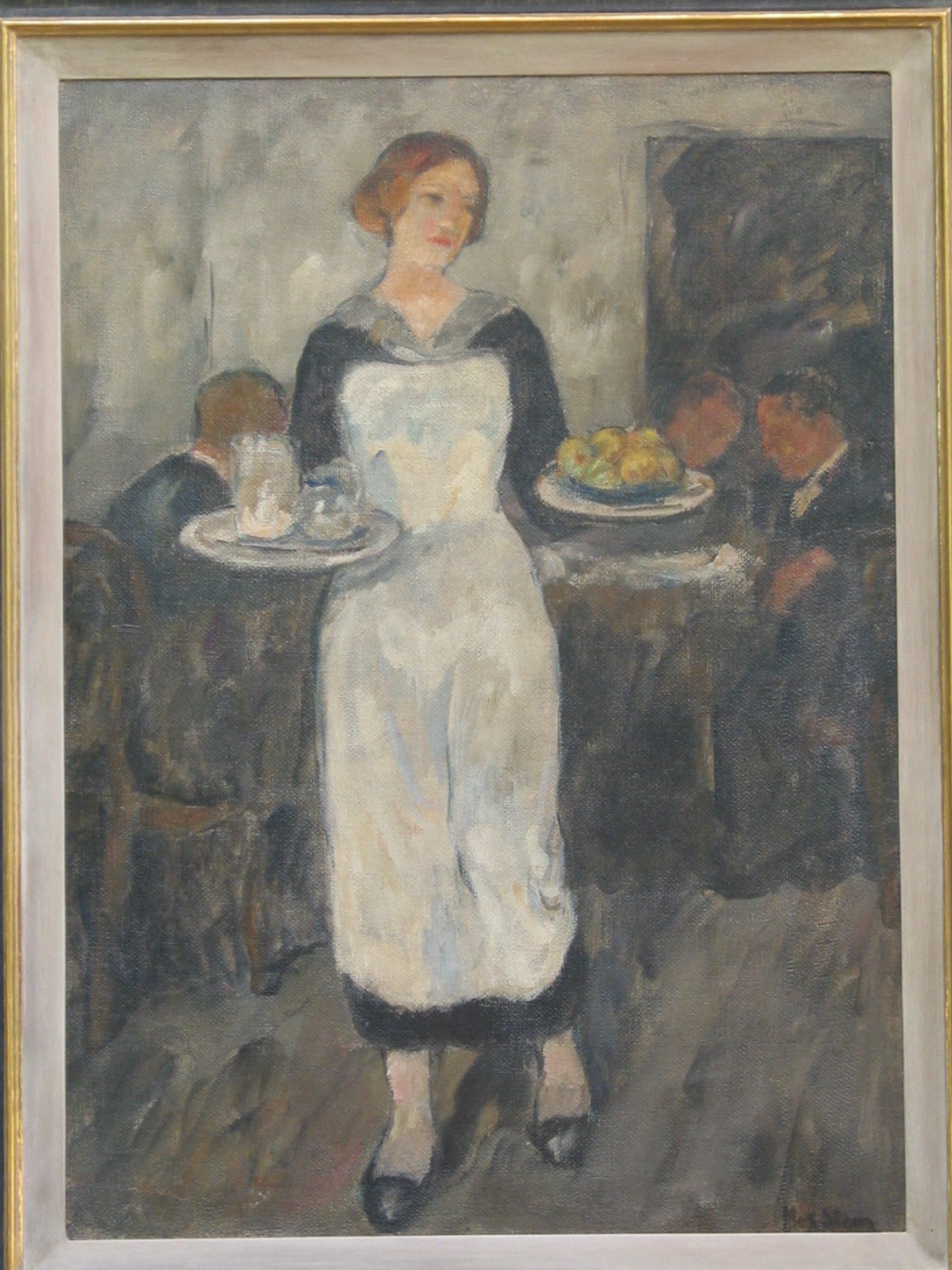
Официантка.
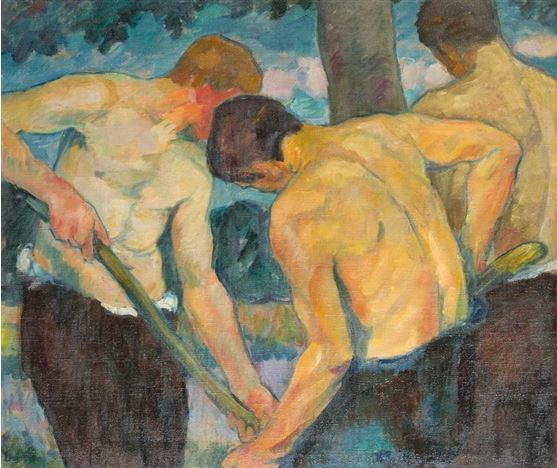
Рабочие.
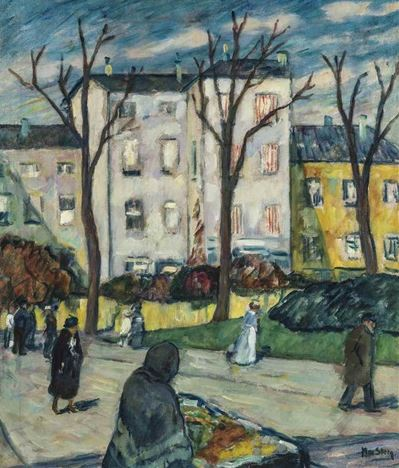
Париж.